# Medio de comunicación de masas

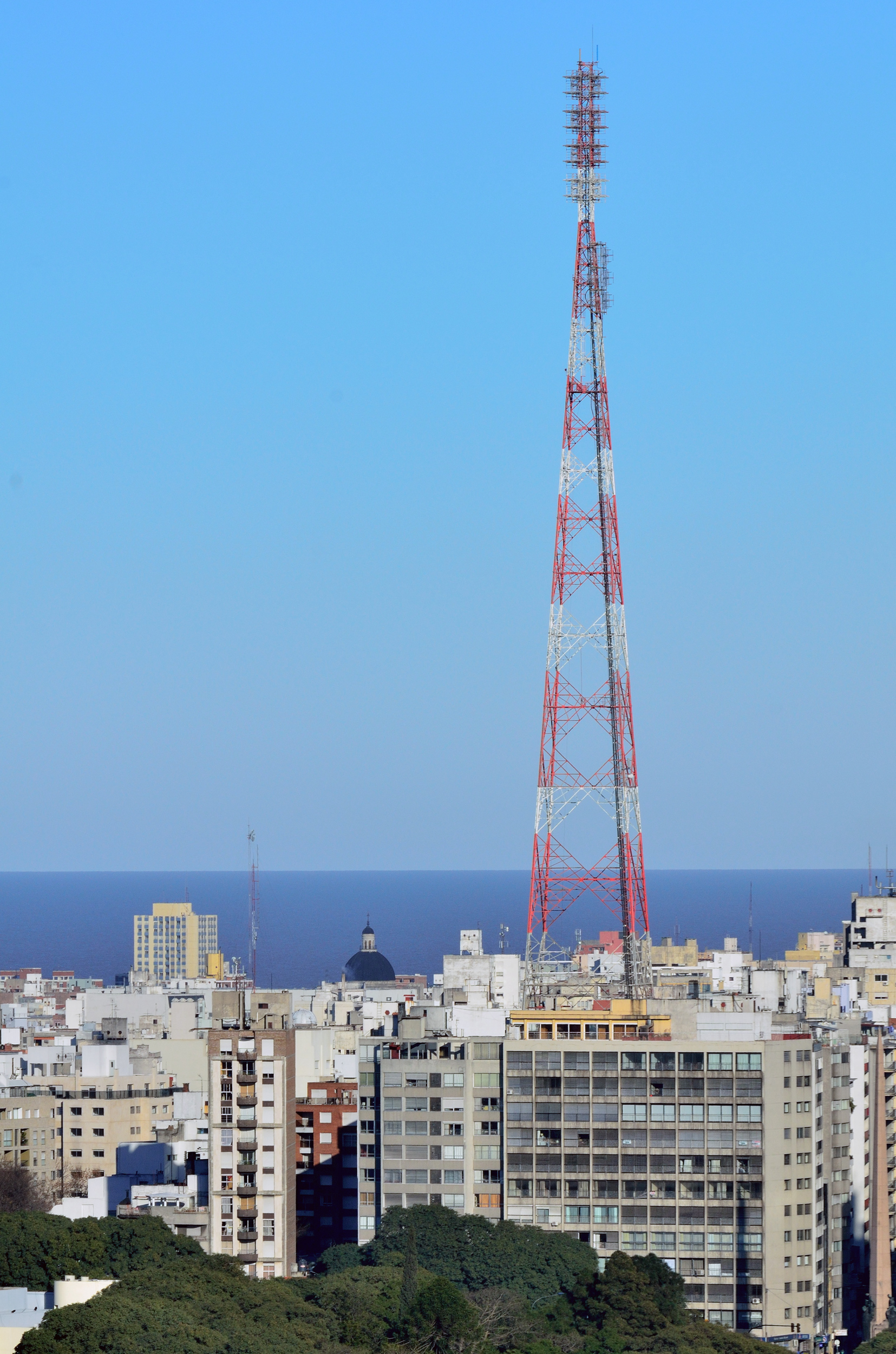
Antena de Canal 4 de Montevideo, Uruguay.

Los medios de comunicación de masas, medios de comunicación masiva (en inglés: mass media) o medios masivos de comunicación son los medios de comunicación recibidos simultáneamente por una gran audiencia. La comunicación de masas es el nombre que recibe la interacción entre un emisor único (o comunicador) y un receptor masivo (o audiencia), un grupo numeroso de personas que cumpla simultáneamente con tres condiciones: ser elevado (o sea no reducido), ser amplio y heterogéneo, y básicamente ser anónimo. Los medios de comunicación de masas son solo instrumentos de la comunicación de masas, y no se refieren al acto comunicativo en sí mismo de carácter interpersonal.
La mayoría de los ciudadanos del mundo están expuestos a unos u otros medios, que resultan indispensables como herramienta de comunicación y presencia pública para todo tipo de agentes económicos, sociales y políticos. La finalidad de estos medios de comunicación en la actualidad podría ser, según la fórmula acuñada específicamente para la televisión, adoctrinar, influenciar y entretener al público que tiene acceso a ellos. Atendiendo a los intereses que defienden, buscan el beneficio económico del empresario o grupo empresarial que los dirige, habitualmente concentrado en grandes grupos de comunicación multimedia, e influir en su público ideológicamente y mediante la publicidad.
La era de la transformación digital ha marcado un antes y un después en la manera en la cual se obtiene y gestiona la información, esto ha tenido una influencia directa en el funcionamiento de los medios masivos.

## Problemas con la definición
A finales del siglo XX, los medios de comunicación de masas podían clasificarse en ocho industrias de medios de comunicación de masas: libros, Internet, revistas, películas, periódicos, radio, grabaciones y televisión. La explosión de la tecnología de la comunicación digital a finales del siglo XX y principios del XXI ha puesto de relieve la cuestión de qué medios de comunicación deben clasificarse como «medios de comunicación de masas». Por ejemplo, es controvertido si se deben incluir los  teléfonos móviles, los  juegos de ordenador (como los MMORPG) y los videojuegos en la definición. Asimismo, cabe preguntarse si se viene o no incrementando un proceso de convergencia entre medios de comunicación.
En la década de 2000, se popularizó una clasificación denominada "siete medios de comunicación de masas". Por orden de introducción, son:
1. Impresión (libros, panfletos, periódicos, revistas, etc.) desde finales del siglo XV.
2. Grabación y reproducción de sonido (disco de gramófono, cinta magnética, casetes, cartuchos, CDs y DVDs) de finales del siglo XIX
3. Cine a partir de 1900, aproximadamente.
4. Radio a partir de 1910
5. Televisión desde aproximadamente 1950
6. Internet desde aproximadamente 1990
7. Teléfono móvil desde el año 2000 aproximadamente

Cada medio de comunicación de masas tiene sus propios tipos de contenidos, creadores, técnicos y modelos de negocio. Por ejemplo, Internet incluye blogs, podcasts, sitio webs y otras tecnologías diversas construidas sobre la red de distribución general. El sexto y el séptimo medio, Internet y los teléfonos móviles, suelen denominarse colectivamente medios digitales; y el cuarto y el quinto, la radio y la televisión, medios de difusión. Algunos sostienen que los videojuegos se han convertido en una forma distinta de medios de comunicación de masas.
Mientras que el teléfono es un dispositivo de comunicación bidireccional, los medios de comunicación de masas se comunican con un gran grupo. Además, a partir de 2000 el teléfono se ha transformado en un teléfono móvil, dotado de acceso a Internet desde 2010. Se plantea la cuestión de si esto convierte a los teléfonos móviles en un medio de comunicación de masas o simplemente en un dispositivo utilizado para acceder a un medio de comunicación de masas (Internet). En la actualidad, existe un sistema por el cual los vendedores y anunciantes son capaces de aprovechar los satélites y transmitir anuncios y publicidad directamente a los teléfonos celulares, sin que el usuario del teléfono lo solicite.[cita requerida] Esta transmisión de publicidad masiva a millones de personas es otra forma de comunicación de masas.
Los videojuegos también pueden estar evolucionando hacia un medio de comunicación de masas. Los videojuegos (por ejemplo, los juegos de rol masivos en línea (MMORPG), como RuneScape) proporcionan una experiencia de juego común a millones de usuarios de todo el mundo y transmiten los mismos mensajes e ideologías a todos sus usuarios. En ocasiones, los usuarios comparten la experiencia con otros jugando en línea. Sin embargo, excluyendo Internet, es cuestionable que los jugadores de videojuegos compartan una experiencia común cuando juegan individualmente. Es posible discutir con gran detalle los acontecimientos de un videojuego con un amigo con el que nunca se ha jugado, porque la experiencia es idéntica para cada uno. La cuestión, entonces, es si se trata de una forma de comunicación de masas.[cita requerida]

## Historia

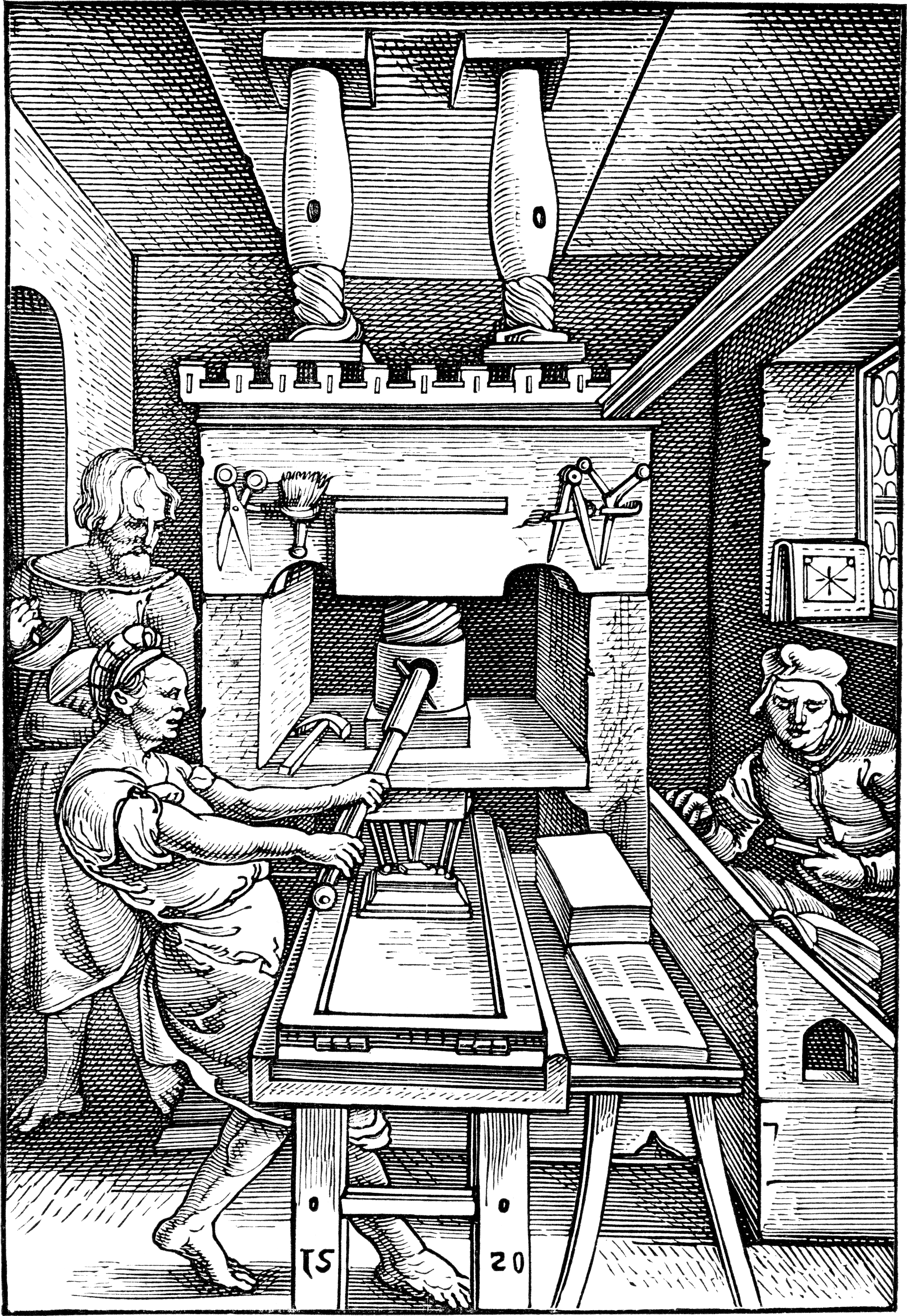
Early wooden printing press, depicted in 1520.

La historia de los medios de comunicación de masas se remonta a la época en que se representaban obras de teatro en diversas culturas antiguas. Esta fue la primera vez que una forma de medios de comunicación se "difundió" a un público más amplio. El primer libro impreso fechado que se conoce es el "Sutra del Diamante", impreso en China en el año 868 d. C., aunque está claro que los libros se imprimían antes. Los tipos móviles de arcilla se inventaron en 1041 en China. Sin embargo, debido a la lenta difusión de la alfabetización entre las masas en China y al coste relativamente elevado del papel, el primer medio impreso en masa fue probablemente la imprenta popular europea de alrededor de 1400. Aunque se produjeron en grandes cantidades, se conservan muy pocos ejemplos, e incluso la mayoría de los que se conocen como impresos antes de 1600 no han sobrevivido. El término "medios de comunicación de masas" se acuñó con la creación de los medios impresos, que destacan por ser el primer ejemplo de medios de comunicación de masas, tal y como usamos el término hoy en día. Esta forma de medios de comunicación comenzó en Europa en la Edad Media.
La invención de la imprenta por parte de Johannes Gutenberg permitió que la producción masiva de libros se extendiera por toda la nación. Imprimió el primer libro, una Biblia en latín, en una imprenta con tipos móviles en 1453. La invención de la imprenta dio lugar a algunas de las primeras formas de comunicación de masas, al permitir la publicación de libros y periódicos a una escala mucho mayor de lo que era posible anteriormente. La invención también transformó el modo en que el mundo recibía los materiales impresos, aunque los libros siguieron siendo demasiado caros como para llamarlos medios de comunicación de masas durante al menos un siglo después. Los periódicos se desarrollaron alrededor de 1612, con el primer ejemplo en inglés en 1620; pero tardaron hasta el siglo XIX en llegar directamente a un público masivo. Los primeros periódicos de gran tirada surgieron en Londres a principios del siglo XIX, como The Times, y fueron posibles gracias a la invención de las imprentas de vapor rotativas de alta velocidad, y a los ferrocarriles que permitieron la distribución a gran escala en amplias zonas geográficas. El aumento de la circulación, sin embargo, condujo a una disminución de la retroalimentación y la interactividad de los lectores, convirtiendo a los periódicos en un medio más unidireccional
La expresión "medios de comunicación" comenzó a utilizarse en la década de 1920. La noción de "medios de comunicación de masas" se limitó generalmente a los medios impresos hasta la posguerra, cuando se introdujeron la radio, la televisión y el vídeo. Los medios audiovisuales se hicieron muy populares, porque proporcionaban tanto información como entretenimiento, porque el color y el sonido enganchaban a los espectadores/oyentes y porque al público en general le resultaba más fácil ver pasivamente la televisión o escuchar la radio que leer activamente. En los últimos tiempos, Internet se ha convertido en el último y más popular medio de comunicación. La información se ha vuelto fácilmente disponible a través de los sitios web, y se puede acceder a ella fácilmente a través de los motores de búsqueda. Uno puede realizar muchas actividades al mismo tiempo, como jugar, escuchar música y establecer redes sociales, independientemente de su ubicación. Mientras que otras formas de medios de comunicación de masas están restringidas en el tipo de información que pueden ofrecer, Internet comprende un gran porcentaje de la suma del conocimiento humano. Los medios de comunicación modernos incluyen Internet, los teléfonos móviles, los blogs, los podcasts y los canales RSS.
La historia de los medios de comunicación está muy ligada al desarrollo de la tecnología. El desarrollo económico de los últimos cien años ha llevado a poder ofrecer al gran público, a precios cada vez más bajos, una serie de productos relacionados con la comunicación. Desde la época de oro de la prensa escrita, cuando en Estados Unidos los diarios fueron bajando sus precios, hasta llegar a ser asequibles para cualquier trabajador, hasta la popularización de internet. La incidencia en la sociedad de esta nueva forma comunicativa ha sido muy diversa, en parte ha hecho disminuir la comunicación interpersonal directa y también ha facilitado la creación de una opinión pública. Los medios de comunicación de masas se usan en la publicidad y la propaganda política directa o indirecta.
Hay que distinguir, por una parte, los medios como instituciones sociopolíticas, y por otra, los contenidos como material simbólico formado por diferentes tipos de mensajes, distinguiendo dentro de estos entre información y opinión pública, entretenimiento y ficción, y publicidad y propaganda. Dentro de estos contenidos se ve reflejado el grado de influencia, término que debe entenderse desde una situación social de la vida colectiva donde los sujetos de cualquier grupo están obligados a relacionarse para cooperar, de modo que es imprescindible que exista influencia de unos sobre otros al tener que adaptarse entre sí.
Por la gran influencia en la opinión y los hábitos de la gente, son el objetivo de gobiernos y empresas. Han ayudado de manera decisiva al proceso de globalización, puesto que permiten que cualquier persona pueda acceder a información de cualquier lugar en cualquier momento, y cada vez con mayor rapidez, por lo que han colaborado en la expansión y estandarización de los gustos culturales de la población mundial. Son objeto de estudio de disciplinas muy diversas, desde la sociología hasta la economía, pasando por el arte y la filosofía.
La idea de influencia implica la utilización, por parte del influenciador, de recursos suficientes para imponer su criterio y voluntad propia sobre el destinatario o influenciado. Se trata de un mecanismo que busca, o bien reforzar actitudes, o bien la posibilidad de cambiar las actitudes y comportamientos, lo que incluso puede afectar a los valores y creencias colectivas, de grupos reducidos o amplios (naciones). Aunque los procesos de influencia social y cultural tienen estrechas relaciones con el ejercicio efectivo del poder, se caracterizan por la ausencia de coacción e incluso de amenaza. El poder siempre se caracterizó por su capacidad y recursos para influir socialmente, que en la sociedad de masas se intensifican.

## Tipos de medios de comunicación masiva

### Edición de libros
La edición de libros o publicación de libros es la industria relativa a la producción y difusión de todo tipo de libros (literarios, técnicos, enciclopédicos, de entretenimiento, cómics, informativos, etc.). La edición del libro puede o no incluir la actividad de poner en circulación la información disponible al público en general, es decir, la distribución. En algunos casos, los autores pueden ser sus propios editores.
El libro se define como toda publicación unitaria, no periódica, de carácter literario, artístico, científico, técnico, educativo, informativo o recreativo, impreso en cualquier soporte, cuya edición se haga en su totalidad de una sola vez en un volumen o a intervalos en varios volúmenes o fascículos. Comprende también los materiales complementarios en cualquier tipo de soporte, incluido el electrónico (libro electrónico), que conforman, conjuntamente con el libro, un todo unitario que no pueda comercializarse separadamente.

El libro se manifiesta en primer lugar como un objeto; producto fabricado, artículo de comercio, objeto de arte. En su calidad de producto fabricado participa en la historia de las técnicas y se deben considerar sus soportes, la técnica de escritura, los procedimientos para fabricarlo. El estudio del libro en su aspecto de artículo de comercio abre perspectivas económicas y sociológicas; abarca el dominio de la edición, de la preparación y la difusión de las obras, de los factores que favorecen u obstaculizan dicha difusión, de la organización de los oficios del libro. Como objeto de arte o de colección, el libro puede tener un valor por la belleza de su presentación, su ilustración, su encuadernación.

Todo esto solamente concierne al aspecto exterior del libro; pero antes que nada es texto, ésta es su razón de ser. Durante mucho tiempo fue el medio principal, incluso el único, para difundir y conservar las ideas y los conocimientos, participando así en la historia de la civilización y la cultura.

En español tradicionalmente se confunde el término «edición de libros» con la publicación misma de los libros y periódicos.
En la cultura anglosajona sí existe una clara diferencia entre edición (editing) y publicación (publishing). También se denomina «edición» (del inglés edition: ‘corrección’) al acto mediante el cual se modifica una obra. Con el advenimiento de las computadoras digitales, la edición se ha extendido a nuevos escenarios como en el mundo de Internet, expandiéndose a versiones más modernas de la escritura tales como sitios web, blogs y similares.
Una obra divulgada previamente en formato de libro puede volver a editarse si así se desea. Estrictamente hablando, si se vuelve a imprimir o divulgar esa obra sin cambios, se denomina reimpresión; si, por el contrario, sufre algún tipo de modificación sustancial, como ampliaciones, revisiones, correcciones, supresiones, añadidos u otra modificación cualquiera, se denomina nueva edición o reedición, agregando el número oportuno (primera, segunda, tercera edición). Si las diferencias son mínimas y no sustanciales, se les denomina diferencias de estado.
En la edición antigua, una misma edición podía contar con diferencias significativas entre una tirada y las que le seguían, que se debían a advertencias del impresor o del autor de errores o a otros deseos de los implicados en la edición (por ejemplo, dedicar parte de la edición a un personaje, por lo cual se debía encabezar un número de los ejemplares con una dedicatoria diferente) durante el mismo proceso de impresión de la obra.

### Prensa escrita
La prensa escrita es el conjunto de publicaciones impresas que se diferencian en función de su periodicidad, que puede ser diaria, semanal, quincenal, mensual o anual; o simplemente periódico.
Los antecedentes de la difusión escrita de noticias se remontan a la Antigüedad. En efecto, en algunas civilizaciones se difundían los sucesos en forma de textos escritos en hojas (papiro, seda o pergamino más raramente) o en inscripciones públicas (en piedra, metal o madera). Estas noticias eran emitidas por el estado y corresponden a lo que actualmente se conoce como propaganda. Al mismo tiempo los viajeros, comerciantes y peregrinos actuaban como medios para la propagación de novedades a través de las distancias. Muchas veces, estas noticias eran amplificadas y distorsionadas, por los cronistas, pasando a formar parte de sus escritos. Las cartas que tomaban estado público y las proclamas eran otra forma de difusión de noticias, que también quedaban escritas al incluirse en documentos oficiales o no.

### Radio
La radiodifusión o radioemisión es el servicio de emisión de señales de radio y televisión para uso público generalizado o muy amplio. También se utiliza el término en inglés broadcasting (literalmente «arrojar o esparcir ampliamente») como sinónimo. La Unión Internacional de Telecomunicaciones define precisamente las bandas de frecuencia de radio disponibles para estos servicios que se ubican dentro de los «servicios terrenales» (o terrestres) y estos dentro del «sector de radiocomunicaciones». A quien escucha los servicios de radiodifusión le conoce como «radioyente».
La radiodifusión cubre gran parte de los medios de comunicación de masas y se opone a la emisión para audiencias reducidas, llamada narrowcasting o difusión selectiva.
Por ello es discutible si debe incluirse el término para otras señales como televisión por cable o Internet dado que la intención del término, para ser amplio y no restrictivo, implica ninguna condición de permiso, registro o respuesta por parte del receptor, es decir, el receptor es anónimo completamente. Es evidente, entonces, que los servicios de suscripción previa no estarían constituyendo radiodifusión, aunque puedan reemitir señales propiamente. En el caso de Internet no existe propiamente una emisión, sino hasta que un usuario solicite el acceso, se confirme la comunicación y recién se transmita un contenido. Esa complejidad aparente debilita definir a internet como radiodifusión o broadcasting. Un mejor término para estos fenómenos más recientes es webcasting, tal como son las señales de audiostreaming y videostreaming, los cuales pueden también reemitir señales de radiodifusión.
Hay una gran variedad de sistemas de radiodifusión, que tienen distintas capacidades. Los de mayor capacidad son sistemas institucionales public address, que transmiten mensajes verbales y música dentro de escuelas u hospitales, y sistemas de emisión de baja potencia, que transmiten desde emisoras de radio o TV a pequeñas áreas. Los emisores nacionales de radio y TV tienen cobertura en todo el determinado país mediante el uso de torres de retransmisión, sistemas satélite y distribución por cable. Los emisores de radio o TV por satélite pueden cubrir áreas más extensas, tales como continentes enteros, y los canales dos a emitir se denomina programación. Estos programas de audio y/o video requieren otras señales denominadas portadoras (proceso de modulación), para irradiarse al espacio abierto o transportarse confinado en cables, como la televisión por cable. En el extremo, la audiencia debe tener los receptores apropiados.
Existen diversas fórmulas económicas que permiten financiar las emisiones:
- Donaciones en forma de colaboración de voluntarios prestando así su tiempo y habilidades (frecuentes en entidades comunitarias)
- Pagos directos del gobierno o préstamos de recursos de técnicos públicos.
- Pagos indirectos del gobierno, como las licencias de TV y radio.
- Becas de fundaciones o entidades de negocio.
- Venta de propaganda o publicidad o patrocinio.
- Suscripciones públicas o de socios.
- Cuotas que cobran los propietarios de platós de TV o radios, independientemente de que los abonados tengan la intención de recibir ese programa o no.

### Televisión
La televisión es un sistema para la transmisión y recepción de imágenes y sonidos a distancia que simulan movimientos, que emplea un mecanismo de difusión. La transmisión puede ser efectuada por medio de ondas de radio, por redes de televisión por cable, televisión por satélite o por IPTV, que son las que existen en modalidades de señal abierta y televisión restringida (televisión por suscripción). El receptor de las señales es el televisor, aunque también recibe el nombre de "televisión", y se suele abreviar como "tele". La abreviatura común de televisión es "TV".
La palabra «televisión» es un híbrido de la voz griega τῆλε (tēle, «lejos») y la latina visiōnem (acusativo de visiō «visión»). El término televisión se refiere a todos los aspectos de transmisión y programación de televisión. A veces se abrevia como TV. Este término fue utilizado por primera vez en 1900 por el físico ruso Constantin Perskyi en el Congreso Internacional de Electricidad de París (CIEP).
La televisión es el medio de comunicación de masas por excelencia. Como se ve en los datos que demuestran que una persona promedio ve más de cuatro horas de televisión al día. También se estima que los niños pasan más tiempo viendo televisión (1023 horas anuales) que estudiando en la escuela (900 horas anuales). Esto causa un alto impacto a nivel social y pedagógico, por lo que es un objeto de estudio bastante común de la Filosofía y las Ciencias Sociales.
El Día mundial de la Televisión se celebra el 21 de noviembre en conmemoración de la fecha en la que tuvo lugar el primer Foro Mundial de Televisión en las Naciones Unidas en 1996.

### Cine
El cine (abreviatura de cinematógrafo o cinematografía) es la técnica y el arte de crear y proyectar metrajes (como se conocía a las películas en sus inicios). Etimológicamente, la palabra «cinematografía» fue un neologismo creado a finales del siglo XIX y compuesto a partir de dos palabras griegas: por un lado kiné, que significa «movimiento» (ver, entre otras, «cinético», «cinética», «kinesis», «cineteca»); y por otro γραφóς (grafos). Con ello se intentaba definir el concepto de «Imagen en movimiento».
Cuando se habla del nacimiento del cine se toma como referencia la fecha del 28 de diciembre de 1895, en la que se proyectaron al público las primeras películas realizadas por los hermanos Auguste y Louis Lumière, en la memorable sesión realizada en el Salón Indio del Gran Café de París.
Desde entonces ha experimentado una serie de cambios en varios sentidos. Por un lado, la tecnología del cinematógrafo ha evolucionado mucho, desde sus inicios con el cine mudo de los hermanos Lumière hasta el cine digital del siglo XXI. Por otro lado, ha evolucionado el lenguaje cinematográfico, incluidas las convenciones del género, y han surgido así distintos géneros cinematográficos. En tercer lugar, ha evolucionado con la sociedad, con lo que se desarrollaron distintos movimientos cinematográficos. Se le conoce como la «gran pantalla», en oposición a la «pequeña pantalla», esto es, la televisión.
Como forma de narrar historias o acontecimientos, el cine es un arte, y comúnmente, considerando las seis artes del mundo clásico, se lo denomina «séptimo arte». No obstante, debido a la diversidad de películas y a la libertad de creación, es difícil definir lo que es el cine hoy. Sin embargo, las creaciones televisivas que se ocupan de la narrativa, montaje, guionismo, y que en la mayoría de los casos consideran al director como el verdadero autor, son consideradas manifestaciones artísticas, o cine arte (cine de arte). Por otra parte, a la creación documental o periodística se la clasifica según su género. A pesar de esto, y por la participación en documentales y filmes periodísticos de personal con visión propia, única y posiblemente artística (directores, fotógrafos y camarógrafos, entre otros), es muy difícil delimitar la calidad artística de una producción cinematográfica.
La industria cinematográfica se ha convertido en un negocio importante en lugares como Hollywood (California, Estados Unidos) y Bollywood (Bombay, India).

### Internet
Internet es un conjunto descentralizado de redes de comunicaciones interconectadas, que utilizan la familia de protocolos TCP/IP, lo cual garantiza que las redes físicas heterogéneas que la componen constituyen una red lógica única de alcance mundial. Sus orígenes se remontan a 1969, cuando se estableció la primera conexión de ordenadores, conocida como ARPANET, entre tres universidades en California (Estados Unidos).
Uno de los servicios que más éxito ha tenido en internet ha sido la World Wide Web (WWW o la Web), hasta tal punto que es habitual la confusión entre ambos términos. La WWW es un conjunto de protocolos que permite, de forma sencilla, la consulta remota de archivos de hipertexto. Esta fue un desarrollo posterior (1990) y utiliza internet como medio de transmisión.
Existen, por tanto, muchos otros servicios y protocolos en internet, aparte de la Web: el envío de correo electrónico (SMTP), el almacenamiento en la nube, la transmisión de archivos (FTP y P2P), las conversaciones en línea (IRC), la mensajería instantánea y presencia, la transmisión de contenido y comunicación multimedia —telefonía (VoIP), televisión (IPTV)—, los boletines electrónicos (NNTP), el acceso remoto a otros dispositivos (SSH y Telnet) o los juegos en línea.
El uso de internet creció rápidamente en el hemisferio occidental desde la mitad de la década de 1990 y desde la década de 2000 en el resto del mundo. En los 20 años desde 1995, el uso de internet se ha multiplicado por 100, cubriendo en 2015 a la tercera parte de la población mundial.
La mayoría de las industrias de comunicación, incluyendo telefonía, radio, televisión, correo postal y periódicos tradicionales están siendo transformadas o redefinidas por Internet, lo cual permitió el nacimiento de nuevos servicios como correo electrónico (e-mail), telefonía por internet (VoIP), televisión por Internet, música digital, y vídeo digital. Las industrias de publicación de periódicos, libros y otros medios impresos se están adaptando a la tecnología de los sitios web, o están siendo reconvertidos en blogs, web feeds o agregadores de noticias. Internet también ha permitido o acelerado nuevas formas de interacción personal por medio de mensajería instantánea, foros de Internet, y redes sociales. El comercio electrónico ha crecido exponencialmente tanto por grandes cadenas como pequeñas y medianas empresas o emprendedores, ya que ahora pueden vender por internet productos o servicios hacia todo el mundo.

### Multimedia
El término multimedia hace referencia a cualquier objeto o sistema que utiliza múltiples medios de expresión físicos o digitales electrónicos, para presentar o comunicar información; de allí la expresión multimedios. Los medios pueden ser variados, desde texto e imágenes, hasta animación, sonido, video, alto nivel de interactividad. También se puede calificar como multimedia a los medios electrónicos u otros medios que permiten almacenar y presentar contenido multimedia. Multimedia es similar al empleo tradicional de medios mixtos en las artes plásticas, pero con un alcance más amplio.
- El Diccionario de la Real Academia Española tiene una definición para multimedia.

### Servicio de red social
Un servicio de red social (en inglés: social networking service), también conocido como medio social o simplemente como red social, es una plataforma digital que permite establecer contacto con otras personas por medio de un sitio web u otra aplicación informática. Está conformado por un conjunto de equipos, servidores, programas, conductores, transmisores, receptores, y sobre todo por personas que comparten alguna relación, principalmente de amistad y mantienen intereses y actividades en común o se encuentran interesados en explorar los intereses y las actividades de otros usuarios.
Generalmente, las redes sociales se usan para la comunicación con personas sin importar el país de donde sean y sin las limitaciones convencionales del correo electrónico o las llamadas telefónicas y videoconferencias, en los cuales aunque existen servicios que permiten conversaciones grupales, no otorgan el tiempo, el espacio o determinadas herramientas que disponen los servicios de redes sociales.

## Funciones
Las funciones atribuidas a los medios de comunicación de masas son cuatro principalmente:
- Formar o educar, tener contenidos específicos cuya finalidad sea la adquisición de conocimientos por parte del espectador.
- Informar, dar a conocer todo aquello que pueda ser relevante para el público y este deba conocer.
- Formar opinión, persuadir y orientar.
- Entretener.

En muchos países el derecho a la información tiene rango constitucional, su titular es el público y su administrador los medios de comunicación, para lo cual los mismos textos constitucionales prevén que dispongan de la libertad de prensa, una de las ligadas a la libertad de expresión.
Los límites de estos derechos y libertades suelen fijarse en que la información sea veraz y que no se inmiscuya en el derecho al honor o en la intimidad; aunque tales límites son imprecisos y son objeto de debate. De hecho, los medios de comunicación han pasado a considerarse el cuarto poder, junto con los tres poderes clásicos del constitucionalismo. No tiene una plasmación formal, ni es objeto de elección popular (aparte de la sanción de su éxito o fracaso en audiencia), y es por tanto un poder informal, como lo son los denominados poderes fácticos, y es uno de los componentes fundamentales en lo que se ha venido a definir como poder blando (soft power), que es el medio más eficaz de manifestación del poder en el mundo actual. El control de su ejercicio por parte de los poderes estatales a veces es acusado de censura o de intentos de control. En la mayor parte de las democracias modernas se opta por la autorregulación de los propios medios (deontología profesional periodística), que únicamente se enfrentan a la responsabilidad penal o civil ante la justicia.
Por otra parte, la desinformación y la manipulación informativa son constantes desde los inicios de la prensa (la denominada prensa amarilla, amarillismo o sensacionalismo es una manifestación evidente, sin embargo pueden ejecutarse prácticas desinformativas y manipulativas en medios "no amarillistas". ver párrafo siguiente), como ejemplifican las campañas de prensa de William Randolph Hearst, que consiguió la implicación de los Estados Unidos en la guerra de Cuba (1898). Los totalitarismos del período de entreguerras (fascismo, nazismo y estalinismo) destacaron por el eficaz uso de los medios de comunicación de masas para su propaganda (expresión que tiene su origen en la Propaganda Fides, una institución de la Santa Sede dedicada a la difusión de la fe católica).
El empresario de los medios de comunicación siempre ha tenido en la defensa de sus intereses (económicos, sociales, de grupo de presión) su principal motivación, aparte del beneficio propio de cualquier actividad económica y del prestigio social que da el protagonismo de esta actividad en concreto; a estos intereses individuales, se suele habitualmente superponer la defensa de una ideología (política, religiosa o incluso estética). La motivación ideológica está presente (de forma más o menos abierta) en todos los medios, es la motivación definitoria y expresa de la denominada prensa de partido: institución propia del siglo XIX y la primera mitad del siglo XX, y que entró en crisis en la segunda mitad del siglo XX hasta prácticamente convertirse en marginal en casi todos los países, excepto en los regímenes de partido único. El que la publicidad sea el principal ingreso económico de los medios, los vincula a la economía general y a los puntos de vista e intereses de los grandes grupos económicos, entre los que también están los mismos grupos de comunicación.
La respuesta por parte de los grupos sociales o tendencias políticas minoritarias se suele llamar contrainformación, y ha experimentado un gran desarrollo con el uso de las redes sociales que permiten internet y la telefonía móvil (por ejemplo, en la difusión viral de noticias y la convocatoria más o menos espontánea de manifestaciones), lo que se ha llegado a denominar el quinto poder. Los medios de comunicación son también una forma de control, de dos tipos para E.A.Ross: coactivas y persuasivas. Las coactivas tienen relación con prácticas sociales e instituciones denominadas propiamente de control por cuanto se apoyan en la fuerza directa: el sistema jurídico legal y policial; las fuerzas armadas, de propaganda y contrapropaganda. las formas persuasivas se relacionan con las prácticas de comunicación e información, tanto a nivel interpersonal como institucional y de difusión pública. En el ámbito del control persuasivo destacan los siguientes aspectos de transmisión: tipo de información, clase de agenda sobre la que se informa, características de la edición y programación y de los códigos predominantes, e incluso aspectos profundos como las concepciones del tiempo y de la historia que se transmiten.

## Profesiones relacionadas

### Periodismo
El periodismo es una actividad profesional que consiste en la obtención, investigación, tratamiento y difusión y análisis de la información, a través de los medios de comunicación social como la prensa, la radio, la televisión, el Internet, entre otros.
El propósito principal del periodismo es dar a los ciudadanos información veraz y oportuna para hacer valer sus derechos ante la sociedad, además, mayormente es utilizada por los medios de comunicación para transmitir noticias, opiniones o críticas que enriquezcan al público. 
El especialista en Ciencias de la Información José Luis Dader señala que el periodismo, además de ser un método para dar a conocer acontecimientos de relevancia para una sociedad, también es una ciencia que combina la recopilación, verificación, síntesis y clarificación de la información acreditada como relevante y cierta, para servir desinteresadamente a los ciudadanos en su necesidad de un seguimiento preciso de los asuntos de interés público o potencialmente capaces de afectar a sus vidas.
El resultado es un ecosistema comunicacional hipertrofiado, cargado de dispositivos, datos y subjetividades. La literatura académica y el periodismo han utilizado diferentes términos para sintetizar a este proceso comunicacional: «cacofonía» (Dahlgren, 2005), «contexto colapsado» (Boyd, 2008), «ruido permanente» (Gutiérrez Rubí, 2009), «infoxicación» (Chamorro-Premuzic, 2014) y «obesidad mental» (Naskar, 2019).

## Investigación

### Televisión: una máquina de ideas
La televisión tiene una serie de características que le otorgan un importante grado de influencia. Pues la televisión en sí misma como diría Marshall McLuhan es más que medio, mensaje. Por su expresividad, debida a la conjunción de imágenes y sonidos que acercan la realidad como no lo hace ningún otro medio de comunicación. Cuando en los años 70 nació la televisión a color se multiplicaron las ventas y ya era raro que no hubiese un televisor en cada hogar que contara lo que pasaba en el mundo. Esto lleva a la gran incógnita y la conocida frase de “está pasando y te lo estamos contando” ¿y lo que no nos cuentan no está pasando? Según George Gerbner los medios nos cuentan y nos configuran la realidad, seleccionan qué es lo que hay fuera. Como diría este autor, la televisión es el medio que “cultiva” a todos los miembros de una comunidad en una visión global del mundo. El “cultivo” del que habla Gerbner depende del tiempo de exposición al medio, cuanta más dependencia tengamos de la televisión mayor poder tendrá esta de moldearnos las ideas de manera particular, pero son ideas que van a parar y a formar la opinión pública de una comunidad.

### Sociedad de masas
Los medios de comunicación de masas se atribuyen a una sociedad y un modelo de vida muy concreto, como es la sociedad de masas, que tiene su origen en la Edad Contemporánea y que se caracteriza por la revolución industrial, que produce el abandono de la agricultura en favor de la industria y los servicios, grandes movimientos demográficos que incluyen el éxodo rural, y la mecanización del trabajo, que hace que las máquinas sustituyan a los artesanos. Los grandes cambios sociales de la sociedad industrial van acompañados de un cambio en la visión individual de la forma de vida, y en los lazos entre las comunidades.
Algunos escritores consideran al gran público como algo mítico y poco realista. Robert O'Hara, por ejemplo, en su libro Media for the millions, llama al público masivo una de las grandes falacias de la comunicación de masas. En varios de sus libros, Ayn Rand afirma que los miembros individuales del público son reales, pero los públicos masivos son irreales. A pesar de tal escepticismo, muchas personas consideran que el concepto de gran público tiene razón de ser y tal vez es la clase de público en que más se piensa cuando se habla de público masivo. Los miembros de este público general y amorfo no se sienten relacionados con otros miembros con los cuales tienen poco o nada en común. Entran en contacto con los medios de comunicación de una forma atomizada y personal sin tener una sensación de compañerismo con los demás. En este sentido los miembros del gran público son más independientes o individualistas en su contacto y en su respuesta a los medios masivos de comunicación que el segundo tipo de público masivo.El público especializado, a pesar de que está disperso y hasta cierto punto es anónimo y heterogéneo, está compuesto por personas que sí tienen intereses comunes y orientaciones políticas e ideológicas semejantes que los llevan a buscar mensajes similares. Pueden estar relacionados con ciertas características psicológicas como el deseo de verse libres de la autoridad. Gustave LeBon llamó a esos grupos multitudes psicológicas, las cuales no están necesariamente localizadas en algún lugar, pero tienen motivaciones similares. Para el autor las masas crean un movimiento colectivo que es irracional y violento; plantea un miedo hacia las masas.
Curiosamente, no se detecta un excesivo control del contenido de los medios por parte de la audiencia. Actualmente en España, el control de la opinión pública se centra en el horario infantil, que podría tomarse más bien como una iniciativa del Estado. Los medios suelen justificar su programación con la demanda de la audiencia, cuando esta rara vez se produce explícitamente. Se mide la cuota de pantalla que obtienen las programaciones, pero esto solo sirve para saber qué nivel de aceptación tiene la programación que se ofrece a la audiencia (es decir, se trata de elegir entre lo que hay). Por tanto, a pesar del debate permanente sobre si se consume telebasura, el receptor no parece haber realizado ningún paso realmente significativo. Participan en las encuestas, votan desde el móvil o por teléfono y siguen cualquier procedimiento que se les propone. El análisis crítico ha quedado en la iniciativa de algunos medios, que lo proponen a su audiencia, a menudo a través del humor.

### Influencia en arquitectura
El concepto de mass media en arquitectura surge como consecuencia de la necesidad de esta a darse a conocer y ampliar sus ámbitos, utilizando cualquier medio de comunicación para acercar todo tipo de conceptos arquitectónicos a las masas. Por ello la arquitectura comienza a ser motivo de análisis y de debate, generando valoraciones críticas acerca de los conceptos expuestos. El arquitecto pionero en utilizar los medios de comunicación para difundir las ideas arquitectónicas, artísticas y urbanísticas fue Charles Édouard Jeanneret-Gris, Le Corbusier, con la publicación de la revista L’Esprit Nouveau en el año 1920. En esta revista se recogen muchos catálogos industriales de coche y aviones, folletos publicitarios y recortes de periódicos entre otros. Todos estos eran coleccionados por Le Corbusier a lo largo de su vida. La estructura de la revista era un tanto distinta en cuanto a que la relación entre la imagen y el escrito es más bien una colisión de ideales más que una relación entre imagen y texto de lógica tradicional. Precisamente esta discordancia entre imagen y texto y el hecho de ser imágenes de avances tecnológicos consigue captar la atención del lector hacia esas imágenes que a través del texto logran que se llegue a transmitir el mensaje de Le Corbusier.

### Los medios como entretenimiento o como programación mental
Aunque los medios de comunicación existen para informar, formar o entretener, son muchos los que discrepan y se oponen férreamente a la utilización de estos medios, debido (según ellos), mediante frases ocultas, o uso de palabras determinadas, e incluso programas, van modelando la mente humana, (puesto que la mente humana es susceptible a un condicionamiento mental si se repite desde una frase a imagen), programándole de una determinada manera.
Existen diversas teorías sociológicas sobre el efecto de los medios en el público, como puede ser la teoría de la politóloga Elisabeth Noelle-Neumann de la Espiral del silencio, en la que los medios de comunicación tienen un papel clave en la formación de la opinión pública.

### La contrainformación como antítesis de los medios
La contrainformación alternativa o simplemente contrainformación es la información transmitida por grupos independientes no vinculados, en principio, a un poder político. Este tipo de información suele hacer énfasis en las reivindicaciones de diferentes movimientos sociales o de distintas ideologías.